# Evolução em mosaico
Evolução em mosaico (ou evolução modular) é o conceito, principalmente da paleontologia, de que a mudança evolutiva ocorre em algumas partes do corpo ou sistemas sem alterações simultâneas em outras partes. Outra definição é a "evolução dos caracteres em várias taxas, tanto dentro como entre as espécies". Seu lugar na teoria da evolução está sob tendências de longo prazo ou macroevolução.